# لاوریانو
لاوریانو (به ایتالیایی: Lauriano) یک کومونه در ایتالیا است که در استان تورین واقع شده‌است.

## خصوصیات
لاوریانو ۱۴٫۲ کیلومترمربع مساحت و ۱٬۵۴۶ نفر جمعیت دارد و ۱۷۵ متر بالاتر از سطح دریا واقع شده‌است.